# Slay Tracks (1933–1969)
Albums de Pavement
Demolition Plot J-7 (en)
(1990)
Slay Tracks (1933–1969) est le premier EP du groupe américain de rock indépendant Pavement. Pavement, alors constitué des membres fondateurs Stephen Malkmus (guitare rythmique, chant) et Scott Kannberg (guitare solo), enregistrent Slay Tracks avec le réalisateur artistique et futur membre Gary Young (batteur) lors d'une session de quatre heures. L'EP sort en vinyle 7" chez le label de Treble Kicker en 1989. La musique de Slay Tracks est influencée par les groupes de rock indépendant et de punk rock comme Swell Maps et The Fall, et les paroles sont grandement inspirées par la vie dans la ville natale du groupe, Stockton (Californie).
Bien que seulement mille copies de Slay Tracks aient été éditées, l'album devint un succès underground. Il reçut généralement de bonnes critiques bien que la plupart des premières critiques soient sorties dans des fanzines. Les chansons de Slay Tracks apparaitront plus tard en 1993 dans la compilation Westing (By Musket and Sextant) (en), touchant une plus grande audience que l'album initial. La sortie de Slay Tracks fut importante pour Pavement qui signa avec Drag City puis avec Matador Records.

## Pistes
Toutes les pistes ont été composées par Stephen Malkmus.
1. You're Killing Me – 3:20
2. Box Elder – 2:26
3. Maybe Maybe – 2:14
4. She Believes – 3:02
5. Price Yeah! – 3:00